# Віндзор (округ Шелбі, Іллінойс)
Віндзор (англ. Windsor) — місто (англ. city) в США, в окрузі Шелбі штату Іллінойс. Населення — 1079 осіб (2020).

## Географія
Віндзор розташований за координатами 39°26′20″ пн. ш. 88°35′43″ зх. д. / 39.43889° пн. ш. 88.59528° зх. д. (39.438900, -88.595389).  За даними Бюро перепису населення США в 2010 році місто мало площу 1,63 км², уся площа — суходіл.

### Клімат
| Клімат : Віндзор        | Клімат : Віндзор | Клімат : Віндзор | Клімат : Віндзор | Клімат : Віндзор | Клімат : Віндзор | Клімат : Віндзор | Клімат : Віндзор | Клімат : Віндзор | Клімат : Віндзор | Клімат : Віндзор | Клімат : Віндзор | Клімат : Віндзор | Клімат : Віндзор |
| Показник                | Січ.             | Лют.             | Бер.             | Квіт.            | Трав.            | Черв.            | Лип.             | Серп.            | Вер.             | Жовт.            | Лист.            | Груд.            | Рік              |
| Абсолютний максимум, °C | 23,3             | 23,9             | 31,7             | 32,2             | 36,1             | 40,6             | 43,9             | 41,7             | 41,1             | 35,0             | 28,9             | 22,2             | 43,9             |
| Середній максимум, °C   | 2,6              | 4,9              | 11,2             | 18,3             | 23,9             | 29,0             | 31,2             | 30,2             | 26,9             | 20,2             | 11,5             | 4,4              | 17,9             |
| Середня температура, °C | −2,2             | −0,1             | 5,6              | 12,0             | 17,6             | 22,6             | 24,6             | 23,7             | 20,1             | 13,6             | 6,2              | −0,1             | 12,0             |
| Середній мінімум, °C    | −6,9             | −5,1             | −0,1             | 5,7              | 11,2             | 16,2             | 18,1             | 17,1             | 13,2             | 6,9              | 0,8              | −4,6             | 6,1              |
| Абсолютний мінімум, °C  | −32,2            | −31,1            | −21,7            | −7,2             | −2,8             | 1,7              | 6,1              | 2,8              | −3,3             | −8,9             | −21,1            | −28,9            | −32,2            |
| Норма опадів, мм        | 58               | 53               | 86               | 99               | 112              | 109              | 94               | 84               | 86               | 76               | 79               | 69               | 1006             |
| Днів з дощем            | 8                | 7                | 10               | 10               | 11               | 10               | 8                | 8                | 7                | 8                | 8                | 8                | 103,0            |
| ----------------------- | ---------------- | ---------------- | ---------------- | ---------------- | ---------------- | ---------------- | ---------------- | ---------------- | ---------------- | ---------------- | ---------------- | ---------------- | ---------------- |
| Джерело:                |                  |                  |                  |                  |                  |                  |                  |                  |                  |                  |                  |                  |                  |

## Демографія
Згідно з переписом 2010 року, у місті мешкало 1187 осіб у 483 домогосподарствах у складі 313 родин. Густота населення становила 727 осіб/км².  Було 529 помешкань (324/км²).
Расовий склад населення:
| - 98,1 % — білих - 0,4 % — азіатів - 0,3 % — чорних або афроамериканців - 0,1 % — вихідців з тихоокеанських островів |

До двох чи більше рас належало 0,7 %. Частка іспаномовних становила 0,8 % від усіх жителів.
За віковим діапазоном населення розподілялося таким чином: 27,1 % — особи молодші 18 років, 57,3 % — особи у віці 18—64 років, 15,6 % — особи у віці 65 років та старші. Медіана віку мешканця становила 37,4 року. На 100 осіб жіночої статі у місті припадало 93,6 чоловіків;  на 100 жінок у віці від 18 років та старших — 88,9 чоловіків також старших 18 років.
Середній дохід на одне домашнє господарство  становив 47 136 доларів США (медіана — 38 403), а середній дохід на одну сім'ю — 53 234 долари (медіана — 53 235). За межею бідності перебувало 22,1 % осіб, у тому числі 36,4 % дітей у віці до 18 років та 4,5 % осіб у віці 65 років та старших.
Цивільне працевлаштоване населення становило 469 осіб. Основні галузі зайнятості: виробництво — 23,2 %, освіта, охорона здоров'я та соціальна допомога — 19,6 %, будівництво — 13,0 %, науковці, спеціалісти, менеджери — 10,4 %.